# Dallund
Le domaine de Dallund se trouve dans la paroisse de Søndersø dans l'île de Fionie au Danemark.

## Historique
Le domaine seigneurial a été mentionné par écrit en 1400 et appartenait au seigneur Bernike Skinkel. Un manoir est construit en 1540, transformé en château en 1634 et agrandi en 1722 et 1849. Il est entouré d'un parc de 5 hectares et d'un domaine de 15 hectares. Le domaine agricole autrefois s'étendait sur 111 hectares. Le château est aujourd'hui une maison de convalescence.

## Propriétaires
Parmi les propriétaires successifs, on peut distinguer la famille Bryske du XVe au XVIe siècle, puis la famille Høg qui l'obtient par mariage (jusqu'en 1664), la famille Himmelstrup (de 1689 à 1710), et en 1720 Günther von Finecke. Le baron Carl Frederik Axel Bror von Blixen-Finecke, homme d'État, en est propriétaire de 1829 à sa mort en 1873. La famille en reste propriétaire jusqu'en 1927, lorsque le château devient un centre de santé pour convalescents, tandis qu'une partie du domaine agricole est vendu par la suite à la famille Pedersen.

## Source
- (da) Cet article est partiellement ou en totalité issu de l’article de Wikipédia en danois intitulé « Dallund » (voir la liste des auteurs).